# 約翰·J·麥金太爾 (政治人物)
約翰·約瑟夫·麥金太爾（英語：John Joseph McIntyre；1904年12月17日—1974年11月30日），是一位美國民主黨的政治人物，曾在1941年至1943年期間擔任美國眾議院懷俄明州單一國會選區代表眾議員。

## 政治生涯
麥金太爾以民主黨黨員身份在1941年到1943年進入第七十七屆美國國會。自競逐第七十八屆國會議席失敗後，他在1943年至1944年成為了懷俄明州副檢察長，以及從1944年2月9日到1945年8月22日擔任六百六十野戰砲兵總部營的上士，並因而獲得法國英勇十字勳章。
1946年麥金太爾擔任懷俄明州州審計員，同年競選第八十屆國會失敗，後來於1950年被提名為民主黨懷俄明州州長候選人。到1960年，他當選為懷俄明州最高法院4年任期的法官，1964年他連任並連續任職到1974年11月30日逝世為止。